# Навайо
Навайо (греч. Ναυάγιο, рус. Кораблекрушение) — пляж на северо-западе острова Закинф (Ионические острова, Греция). Омывается водами Ионического моря. До начала 1980-х годов пляж назывался «Святой Георгий», по названию монастыря, стоящего примерно в километре от пляжа на высоте 320 метров над уровнем моря, но потом получил нынешнее название (в переводе с греческого — Кораблекрушение) в результате происшествия: в 1980 году греческая береговая полиция преследовала корабль контрабандистов «Панайотис», перевозивший груз «сигарет, вина и женщин» из Турции в Италию. Преступники посадили судно на мель, затопили его и скрылись на лодках. Через пару лет шторм выбросил корабль на пляж, и с тех пор он там и лежит, ржавый и полузасыпанный песком. Он стал «жемчужиной» пляжа, тысячи туристов ежегодно фотографируются на его фоне и выцарапывают на его бортах свои имена. Залив с тех пор зовётся бухта Контрабандистов.
Пляж со всех сторон окружают отвесные белые известняковые утёсы высотой от 45 до 225 метров, поэтому добраться до него можно только по воде. На самой высокой точке, из тех, что окружают пляж, находится обзорная площадка, от которой вниз ведёт крутая лестница. С этих утёсов с мая по конец сентября часто прыгают бейсджамперы, последний трагический случай с одним из них случился в июне 2012 года, когда здесь разбился парашютист из Великобритании.